# Catherine Cummins
Pour les articles homonymes, voir Cummins (homonymie).
Catherine Cummins ou mère Mary Polycarp (6 février 1879 - 11 novembre 1967) est une sœur de la Charité irlandaise et une membre fondatrice de l'hôpital orthopédique de Cappagh.

## Jeunesse
Catherine Cummins naît au 22/22a Richmond Street à Dublin le 6 février 1879. Ses parents sont Patrick et Mary Cummins (née Kelly). Elle est l'une des 13 enfants. Son père est propriétaire de quatre établissements de prêt sur gage à Dublin. Elle est scolarisée au couvent des Ursulines de Waterford. Après son retour à Dublin, Cummins visite l'hôpital pour enfants de Temple Street et s'intéresse aux enfants. Avec sa sœur Mary, Cummins entre au couvent des Sœurs de la Charité à Milltown le 16 août 1898 à 19 ans en prenant le nom de Polycarpe,.

## Carrière
Elle professe le 19 février 1901 et se rend à Temple Street pour suivre une formation en soins infirmiers aux enfants. Elle est nommée supérieure de la communauté de Temple Street en 1913. Pendant la guerre d'indépendance, Cummins sympathise avec les républicains et abrite certains d'entre eux qui sont en fuite. Cappagh House a été légué à l'ordre en 1908, celui-ci prévoit de l'adapter en hôpital orthopédique en plein air en 1920. Elle est utilisée comme école de formation pour les infirmières maternelles avec une matrone laïque. Cummins est invité à prendre en charge les préparatifs de l'hôpital alors qu'elle est encore supérieur de Temple Street,.
Pour former le noyau de cet hôpital moderne, trois tentes militaires sont achetées. Les enfants qui y résident sont renvoyés chez eux à Noël 1920 à la fin de leur convalescence, ce qui permet de commencer les travaux de l'hôpital. L'hôpital orthopédique en plein air de St Mary ouvre en 1921. La maison devient le domicile des sœurs en 1924. Cummins en tant que supérieure suit une formation d'infirmière orthopédique à Pinner dans le Middlesex en Angleterre et est une infirmière autorisée par l'État. L'hôpital de Cappagh est officiellement reconnue comme école de formation pour les infirmières en 1930,.
Les enfants sont à la fois soignés et éduqués pendant qu'ils vivent à l'hôpital, l'école étant reconnue par le Conseil national de l'éducation à partir de 1923. L'enseignement des enfants est fait directement depuis  leurs lits et les plus jeunes sont scolarisés selon la méthode Montessori. La première troupe irlandaise de scouts invalides est formée à Cappagh. Pour le Congrès eucharistique de 1932, une haute estrade avec des marches, des haut-parleurs et des murs de verre est érigée sur le pont O'Connell. Cummins l'achète pour Cappagh. Elle est nommée en plaisantant « la folie de Polly » et en décembre est utilisée comme autel pour la messe de Noël.
Cummins travaille ensuite à l'hôpital St Mary, Baldoyle, un hôpital auxiliaire de Cappagh, travaillant avec des enfants handicapés physiques. Elle créé le comité « Little Willie » qui lève des fonds pour payer les dettes de l'hôpital. Elle est ensuite transférée à Harold's Cross, travaillant à l'hospice de Notre-Dame pour étendre l'hébergement fourni. Elle déménage à la Linden Convalescent Home à Blackrock. Elle y meurt le 11 novembre 1967 et est enterrée au cimetière du couvent de Donnybrook,.